# Michelle Yeoh
Michelle Yeoh Choo-Kheng (n. 6 august 1962, Ipoh⁠(d), Perak⁠(d), Malaysia) este o actriță malaeziană de origine chineză. Faimoasă pentru că și-a făcut mereu propriile cascadorii, aceasta a fost aleasă în 2008 de Rotten Tomatoes drept cea mai bună actriță pentru eroine în filme de acțiune și în 2009 a fost aleasă de revista People ca una din cele 35 de frumuseți ale cinematografiei din toate timpurile.

## Biografie
Pe numele de botez Yang Zi Chong, Michelle s-a născut în micul oraș Ipoh din provincia Perak, în vestul Malaieziei, pe 6 august în anul tigrului, 1962. Părinții ei sunt Janet Yeoh și Yeoh Kian Teik, avocat și politician. Pasionată de balet încă de la vârsta de 4 ani, actrița s-a mutat în perioada adolescenței împreună cu părinții la Londra, unde a studiat la Academia Regală de Dans.

### Carieră
După o scurtă carieră de dansatoare a câștigat trofeul Miss Malaezia în țara natală și cel de Miss Moomba (un premiu rezervat frumuseților din zona Oceaniei) în Melbourne la inceputul anilor ’80. Prima sa apariție în fața camerei a avut loc în 1984, într-o reclamă de televiziune alături de Jackie Chan.
În 1985, a început să apară în filme de acțiune în producțiile companiei „D&B Films” din Hong Kong. Atunci era angajată pe numele "Michelle Khan", schimbat ulterior în "Michelle Yeoh". Neavând nicio pregătire pentru arte marțiale, aceasta s-a bazat pe experiența de dansatoare și pe antrenori, ajungând foarte apreciată sub acest aspect. Jackie Chan a spus într-un interviu că actrița este singura femeie care nu are nevoie de cascadori pentru dublaj. Își folosește foarte mult talentul de dansatoare în filme și preferă să-și facă singură cascadoriile deși s-a întâmplat de multe ori să fie rănită în timpul filmărilor (era să rămână fără o mână în timpul filmărilor la „Tigru și dragon”).
În mod ironic, încă nu știe să citească corect în limba mandarină (cel mai întâlnit dialect în China) și astfel în timpul filmărilor e nevoie ca cineva să-i citească scenariile. În 1988, s-a măritat cu bogatul producător de filme Dickson Poon, de la compania D&B Films, și a decis la acel moment să se retragă și să devina mamă. Deși cei doi aveau să divorțeze în 1992, Michelle a rămas apropiată de cea de a doua soție a lui Poon și se considera a doua mama a fetei acestora. Când s-a reîntors pe platourile de filmare, la sfârșitul anului 1994, a devenit foarte populară publicului chinez (era numită regina filmelor de arte marțiale) și apoi, 3 ani mai târziu și celui occidental când a apărut alături de Pierce Brosnan în succesul din seria James Bond, „Tomorrow Never Dies” (1997) și după interpretarea memorabilă din fenomenalul „Wo hu cang long” (2000) tradus „Crouching Tiger, Hidden Dragon” , regizat de Ang Lee. Mai târziu avea să refuze un rol în partea a doua din „The Matrix”” (1999), rol care avea să-i revină soției lui Will Smith.
În 2001 și-a deschis propria casă de producție, „Mythical Films” și s-a antrenat împreună cu trupa de acrobați „Shen Yang” pentru rolul din „The Touch” (2002), un film în limba engleză pe care l-a și produs. Spera să-și folosească compania pentru a descoperi noi talente dar și pentru a produce filme în care acțiunea să se împletească cu teme spirituale. În anul 1997 a fost aleasă de revista „People” ca fiind una dintre cele mai frumoase 50 de persoane din lume. Este una dintre cele mai bine plătite actrițe vorbitoare de limbă chineză din lume și cea mai bine plătită actriță din Asia. Încă din anul 2005 are o relație cu directorul tehnic al echipei de F1 Ferrari, francezul Jean Todt iar în octombrie 2007 a fost numită „Cavaler al Ordinului Francez al Legiunii de Onoare” pentru contribuțiile aduse culturii internaționale.
A câștigat premiul Oscar în 2022 pentru rolul din filmul Orice, oriunde, oricând.

## Filmografie
| An   | Titlu                                            | Rol                                                    | Note | Ref.   |
| ---- | ------------------------------------------------ | ------------------------------------------------------ | --- | ------ |
| 1984 | The Owl vs Bombo                                 | Domnișoara Yeung                                       | |        |

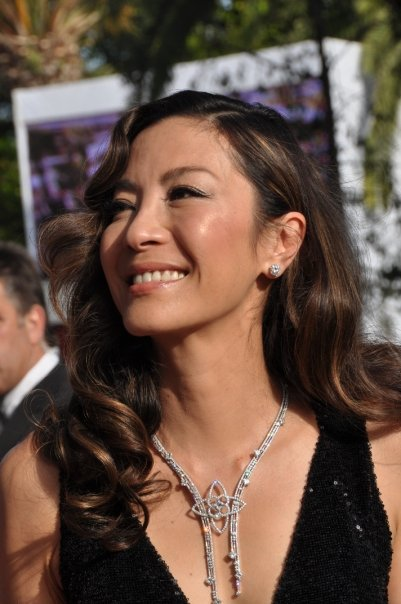
Michelle Yeoh la Festivalul Internațional de Film de la Cannes, 2009

| 1985 | Yes, Madam                                       | Inspectorul Ng                                         | Titlul original Huang jia shi jie Nominalizată la Hong Kong Film Awards la categoria Cel mai bun talent nou |        |
| 1985 | Twinkle, Twinkle Lucky Stars                     | Instructor de Judo                                     | |        |
| 1986 | Războinicii imperiali                            | Michelle Yip                                           | a.k.a. Wong ga jin si |        |
| 1987 | Războinici neînfricați                           | Fok Ming-Ming                                          | |        |
| 1987 | Jaful secolului                                  | Michelle Yeung                                         | a.k.a. Tong tian da dao |        |
| 1992 | Supercop                                         | Inspector Jessica Yang                                 | Chao ji ji hua |        |
| 1993 | The Heroic Trio                                  | Ching/Femeia invizibilă/Numărul 3                      | Dung fong saam hap |        |
| 1993 | Butterfly and Sword                              | Doamna Ko                                              | San lau sing woo dip gim |        |
| 1993 | Executioners                                     | Ching/San/Carol                                        | Jin doi hou haap cyun |        |
| 1993 | Holy Weapon                                      | Ching Sze/To Col Ching                                 | Wu xia qi gong zhu |        |
| 1993 | Supercop 2                                       | Jessica Yang                                           | Chao ji ji hua |        |
| 1993 | Tai Chi Master                                   | Siu Lin                                                | Tai ji zhang san feng |        |
| 1994 | Shaolin Popey 2 - Messy Temple                   | Ah King                                                | a.k.a. Shao Lin xiao zi II: Xin wu long yuan |        |
| 1994 | Wonder Seven                                     | Ying                                                   | a.k.a. 7 jin gong |        |
| 1994 | Wing Chun                                        | Yim Wing Chun                                          | |        |
| 1996 | Ah Kam                                           | Ah Kam                                                 | a.k.a A Jin de gu shi |        |
| 1997 | The Soong Sisters                                | Soong Ai-ling/Madam Kung                               | Titlul original Song jia huang chao Nominalizată Hong Kong Film Awards la categoria Cea mai bună actriță în rol secundar |        |
| 1997 | 007 și Imperiul Zilei de Mâine                   | Wai Lin                                                | Nominalizată la MTV Movie Awards la categoria Cea mai bună luptă |        |
| 1999 | Moonlight Express                                | Sis                                                    | a.k.a. Sing yuet tung wa |        |
| 2000 | Tigru și dragon                                  | Yu Shu Lien                                            | Nominalizată la Premiul Saturn pentru cea mai bună actriță Nominalizată la Premiile BAFTA la categoria Cea mai bună actriță în rol principal Nominalizată la Premiile Blockbuster Entertainment pentru Echipa favorită de accțiune (cu Chow Yun-Fat) Nominalizată la Premiile Chlotrudis la categoria Cea mai bună actriță Nominalizată la Golden Horse Film Festival la categoria Cea mai bună actriță Nominalizată la Hong Kong Film Awards la categoria Cea mai bună actriță Nominalizată la Toronto Film Critics Association Awards la categoria Cea mai bună performanță feminină Nominalizată de Vancouver Film Critics Circle la categoria Cea mai bună actriță |        |
| 2002 | The Touch                                        | Pak Yin Fay                                            | |        |
| 2004 | Șoimul de argint                                 | Lulu Wong / The Silver Hawk                            | |        |
| 2005 | Memoriile unei gheișe                            | Mameha                                                 | |        |
| 2006 | Fără teamă                                       | Domnișoara Yang                                        | |        |
| 2007 | Sunshine                                         | Corazon                                                | |        |
| 2007 | Far North                                        | Saiva                                                  | |        |
| 2008 | The Children of Huang Shi                        | Doamna Wang                                            | |        |
| 2008 | Babylon A.D.                                     | Sora Rebeka                                            | |        |
| 2008 | Mumia: Mormântul Împăratului Dragon              | Zi Yuan                                                | |        |
| 2009 | Turning Point                                    | Ea însăși                                              | Make Roads Safe, documentar |        |
| 2009 | Among The Great Apes With Michelle Yeoh          | Ea însăși                                              | National Geographic documentar |        |
| 2010 | Legenda adevărată                                | Sora Yu                                                | Su Qi-Er |        |
| 2010 | Imperiul asasinilor                              | Zeng Jing                                              | Titlul original Jianyu sau Jianyu Jianghu Nominalizată la Asian Film Awards la categoria Cea mai bună actriță |        |
| 2011 | Kung Fu Panda 2                                  | Oracol                                                 | (voce) |        |
| 2011 | The Lady                                         | Aung San Suu Kyi                                       | Nominalizată la Satellite Awards la categoria Cea mai bună actriță de film |        |
| 2012 | Pad Yatra: A Green Odyssey                       |                                                        | Documentar, producător executiv |        |
| 2013 | Final Recipe                                     | Julia                                                  | |        |
| 2014 | Air Force                                        | Sarah                                                  | |        |
| 2016 | Crouching Tiger, Hidden Dragon: Sword of Destiny | Yu Shu Lien                                            | |        |
| 2016 | Mechanic: Resurrection                           | Mae                                                    | |        |
| 2016 | Morgan                                           | Dr. Lui Cheng                                          | |        |
| 2017 | Guardians of the Galaxy Vol. 2                   | Aleta Ogord                                            | Cameo | [ 11 ] |
| 2018 | Crazy Rich Asians                                | Eleanor Young                                          | |        |
| 2018 | Master Z: Ip Man Legacy                          | Tso Ngan Kwan                                          | |        |
| 2019 | Last Christmas                                   | Santa / Huang Qing Shin (Kitty / Miso / "Muff" Muffin) | | [ 12 ] |
| 2021 | Boss Level                                       | Dai Feng                                               | | [ 13 ] |
| 2021 | Gunpowder Milkshake                              | Florence                                               | | [ 14 ] |
| 2021 | Shang-Chi and the Legend of the Ten Rings        | Ying Nan                                               | | [ 15 ] |
| 2022 | Everything Everywhere All at Once                | Evelyn Wang                                            | Și producător executiv | [ 16 ] |
| 2022 | Minions: The Rise of Gru                         | Master Chow                                            | Voice |        |
| 2022 | Paws of Fury: The Legend of Hank                 | Yuki                                                   | Voce |        |
| 2022 | The School for Good and Evil                     | Profesor Emma Anemone                                  | |        |
| 2023 | Transformers: Rise of the Beasts †               | Airazor                                                | Voce; Post-producție |        |
| 2023 | A Haunting in Venice †                           |                                                        | Filmări | [ 17 ] |
| 2024 | Avatar 3 †                                       | Dr. Karina Mogue                                       | Post-producție |        |
| 2024 | Wicked: Part One                                 | Madame Morrible                                        | |        |
| 2025 | Star Trek: Section 31                            | Philippa Georgiou                                      | |        |
| 2025 | Wicked: Part Two †                               | Madame Morrible                                        | |        |
| 2026 | Avatar 4 †                                       | Dr. Karina Mogue                                       | Filmări | [ 18 ] |